# تيد روبنسون
تيد روبنسون (بالإنجليزية: Ted Robinson)‏ (27 سبتمبر 1903 في المملكة المتحدة - 28 يوليو 1972 في المملكة المتحدة) هو لاعب كرة قدم بريطاني (وحمل سابقاً جنسية المملكة المتحدة لبريطانيا العظمى وأيرلندا) في مركز الدفاع. لعب مع نادي ريل ونادي ساوثبورت ونادي ساوثهامبتون ونادي كوناهس كواي وويغان أتلتيك ونادي تشورلي.